# Hasan (nome)
Hasan (in arabo: حسن) è un nome proprio di persona arabo maschile, usato anche in varie altre lingue tra cui persiano, turco, albanese, urdu, punjabi, bengalese e indonesiano.

## Varianti
- Arabo: الحسن (Al-Hasan)[1]
  - Alterati: حسين (Husayn)[1]

### Varianti in altre lingue
- Azero: Həsən[1]
- Baschiro: Хәсән (Khasan)[1]
- Ceceno: Хьасан (Khasan)[1]
- Circasso
  - Adighè (circasso occidentale): Хьасан (Khasan)[1]
  - Cabardo (circasso orientale): Хьэсэн (Khasan)[1]
- Inguscio: Khasan[1]
- Osseto: Хасан (Khasan)[1]
- Somalo: Xasan[1]
- Tataro: Хәсән (Khasan)[1]

Inoltre, in alcune lingue dell'Africa occidentale influenzate dal francese, sono diffuse alcune varianti della forma الحسن (Al-Hasan) quali Alassane, Alhassan e Lassana.

## Origine e diffusione
Deriva dal verbo arabo حسن (hasuna, "essere bello", "essere buono"), e il suo significato è "bello", "attraente", analogo a quello dei nomi Jamil, Alano e Bella. Viene spesso traslitterato come Hassan e quindi confuso con il nome حسّان (Hassan), dall'etimologia simile.
Questo nome venne portato da Al-Hasan ibn Ali, figlio di ʿAlī e nipote di Maometto, che è considerato un martire dai musulmani Sciiti. Oltre alla forma base, godono di buona diffusione anche le varianti الحسن (Al-Hasan), a cui viene aggiunto come prefisso l'articolo determinativo, e حسين (Husayn), un diminutivo generalmente considerato nome a sé stante.

## Onomastico
Il nome è adespota, cioè non è portato da alcun santo. L'onomastico quindi si festeggia il giorno di Ognissanti, che è il 1º novembre.

## Persone
- Hasan I, sultano del Marocco
- Hasan II, re del Marocco

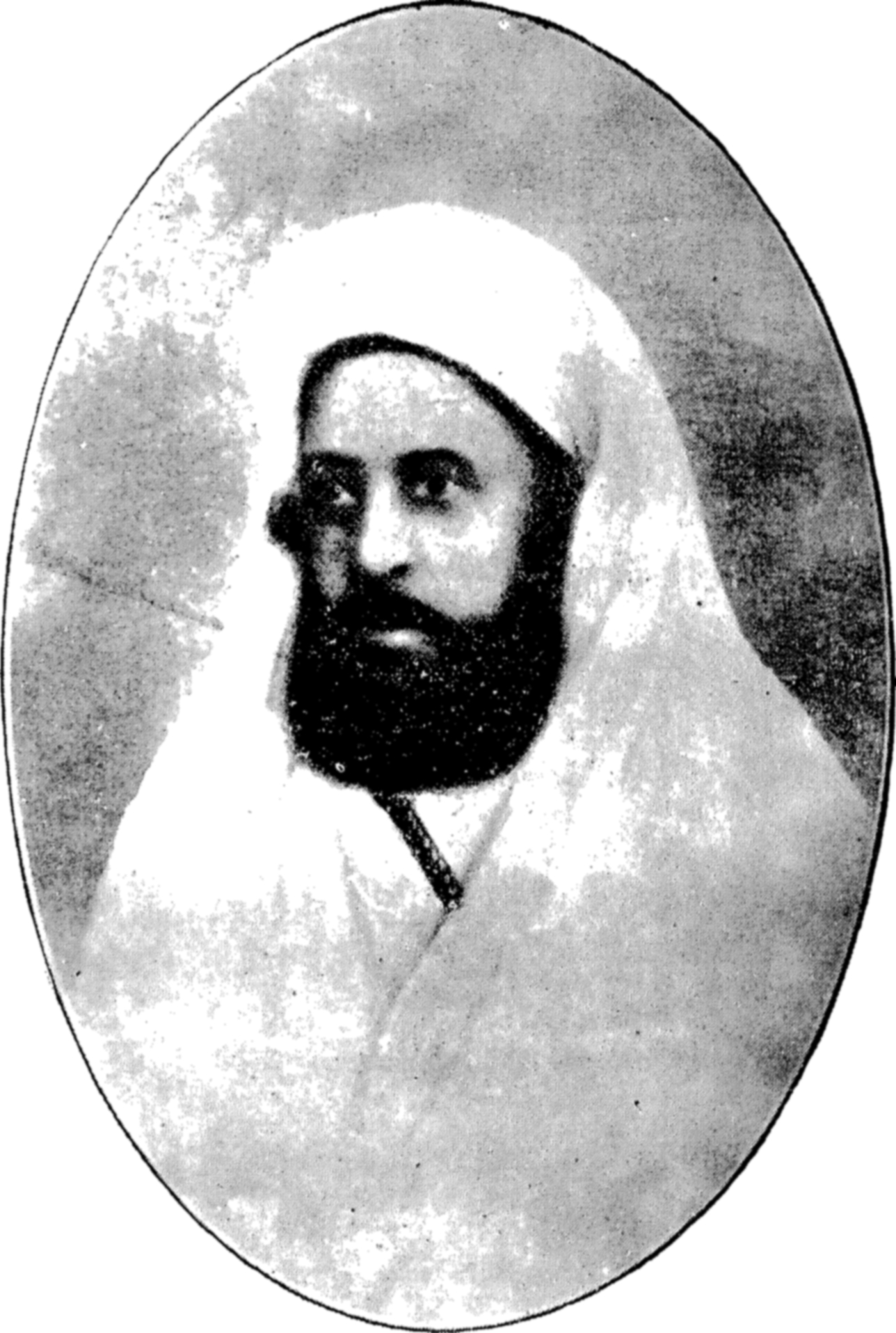
Hasan I del Marocco

- Hasan al-Banna, politico e religioso egiziano
- Hasan al-Senussi, re titolare di Libia
- Hasan Balyuzi, bahai iraniano
- Hasan İzzet, militare ottomano
- Hasan Kuçek, sovrano mongolo
- Hasan Nuhanović, traduttore bosniaco

### Variante di traslitterazione Hassan

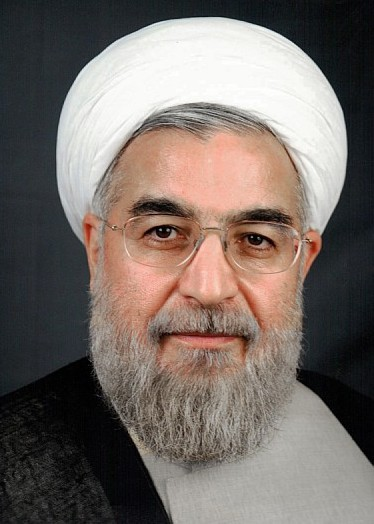
Hassan Rouhani

- Hassan Blasim, poeta, regista e scrittore iracheno
- Hassan El Fakiri, calciatore marocchino naturalizzato norvegese
- Hassan Gouled Aptidon, politico gibutiano
- Hassan Nasrallah, politico libanese
- Hassan Rouhani, politico iraniano
- Hassan Sadpara, alpinista pakistano
- Hassan Shehata, calciatore e allenatore di calcio egiziano
- Hassan Sheikh Mohamud, politico somalo

### Variante Al-Hasan
- al-Hasan al-Askari, imam sciita
- Al-Hasan al-Basri, teologo arabo
- Al-Hasan "al-Hajjam", sultano del Marocco
- Al-Hasan bin Rahma al-Qasimi, emiro di Ras al-Khaima
- Al-Hasan ibn Ali, nipote di Maometto
- Al-Hasan ibn Gannun, sultano del Marocco

### Altre varianti

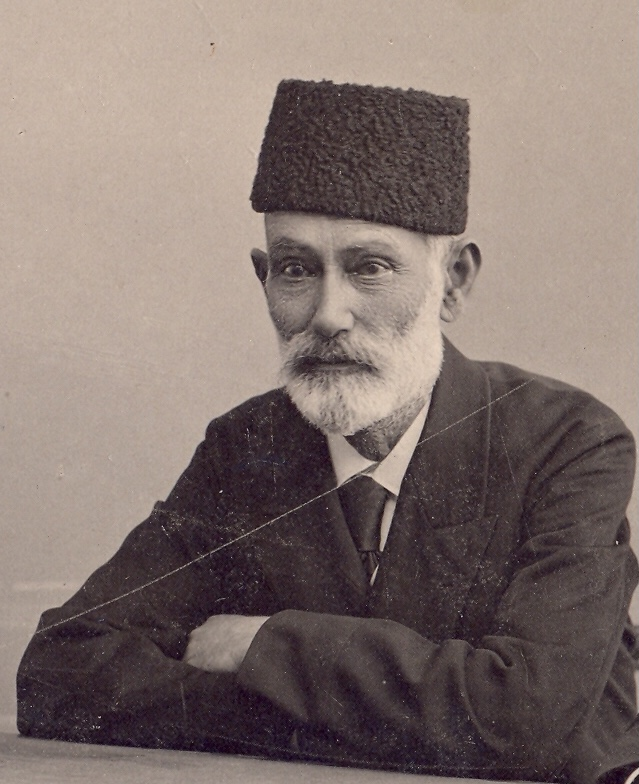
Həsən bəy Zərdabi

- Alassane Bala Sakandé, politico ed economista burkinabè
- Həsən bəy Zərdabi, giornalista azero
- Lassana Diarra, calciatore francese
- Alassane Ouattara, politico ed economista ivoriano
- Alassane Pléa, calciatore francese